# Hyperoglyphe antarctica
Hyperoglyphe antarctica – gatunek morskiej ryby z rodziny pompilowatych.

## Występowanie
Gatunek ten występuje w południowym Oceanie Atlantyckim: u wybrzeży Argentyny oraz RPA, w Oceanie Indyjskim również u wybrzeży RPA oraz w Oceanie Spokojnym: u wybrzeży Nowej Zelandii oraz Australii. Zaobserwowano ją na głębokości do 1500 metrów, jednak zazwyczaj przebywa na głębokości od 260 do 490 metrów.

## Charakterystyka
Osiąga do 140 centymetrów długości, jednak przeważnie jest to 60 cm. Największa opublikowana masa tej ryby wyniosła 63 kg, a najstarszy osobnik miał 15 lat.
Mają jasnoszary brzuch, który przechodzi w ciemnoszary na grzbiecie. Ma ciemnoniebieskie oczy ze złotą otoczką.